# Thoracolophotos javanicus
Thoracolophotos javanicus är en fjärilsart som beskrevs av Walter Karl Johann Roepke 1935. Thoracolophotos javanicus ingår i släktet Thoracolophotos och familjen nattflyn. Inga underarter finns listade i Catalogue of Life.